# Delphinium hsinganense
Delphinium hsinganense là một loài thực vật có hoa trong họ Mao lương. Loài này được S.H.Li & Z.F.Fang mô tả khoa học đầu tiên năm 1975.